# HTTP 라이브 스트리밍

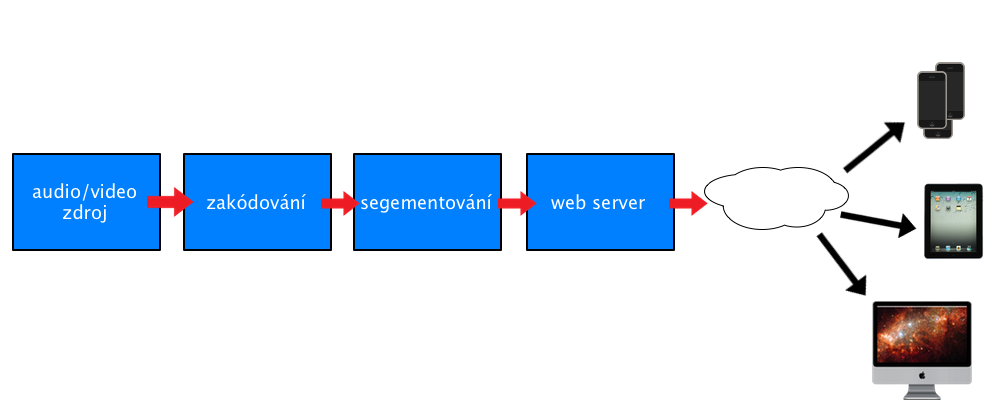

HTTP 라이브 스트리밍(HTTP Live Streaming, HLS)은 애플이 개발하여 2009년 출시한 HTTP 기반 적응 비트레이트 스트리밍 통신 프로토콜이다. 이 프로토콜은 여러 미디어 플레이어, 웹 브라우저, 모바일 기기, 스트리밍 미디어 서버에서 지원되고 있다. 연간 비디오 산업 조사에 따르면 가장 대중적인 스트리밍 포맷으로 간주된다.
HLS는 전반적인 스트림을 크기가 작은 일련의 HTTP 기반 파일 다운로드로 분리시켜 개개의 다운로드를 통해 잠재적으로 무한한 전송 스트림의 작은 덩어리를 적재시킴으로써 동작한다는 면에서 MPEG-DASH와 유사하다. 각기 다른 비트레이트로 인코딩되는, 이용 가능한 스트림 목록은 확장 M3U 플레이리스트를 사용하여 클라이언트에 전송된다.
표준 HTTP 트랜잭션에 기반한 HTTP 라이브 스트리밍은 RTP 등 UDP 기반 프로토콜과 달리 표준 HTTP 트래픽을 통해 방화벽이나 프록시 서버를 경유할 수 있다. 또, 널리 이용되는 HTTP 기반 콘텐츠 전송 네트워크를 통해 콘텐츠를 전통적인 HTTP 서버로부터 제공받을 수 있다. 이 표준은 또한 표준 암호화 매커니즘과 HTTPS를 이용한 보안 키 배포를 사용하며 이 둘은 단순한 DRM 시스템을 제공하게 된다. 이 프로토콜의 후반 버전은 트릭 모드 빨리감기와 되감기, 자막 연동을 제공한다.
애플은 HTTP 라이브 스트리밍을 인터넷 초안(개별 제출)으로 문서화하였으며 이는 RFC로서의 출판 과정의 첫 단계이다. 2015년 12월 기준으로 해당 문서의 저자들은 IETF 총의 과정이 아닌 외부에서 문서를 정보성(비표준) RFC로 출판하기 위해 RFC ISE(Independent Stream Editor)를 요청하였다.
2017년 8월, RFC8216는 프로토콜 버전 7을 기술하기 위해 출판되었다.

## 같이 보기
- HTTP 동적 적응 스트리밍